# Melitaea gergovia
Melitaea gergovia är en fjärilsart som beskrevs av Hans Fruhstorfer 1918. Melitaea gergovia ingår i släktet Melitaea och familjen praktfjärilar. Inga underarter finns listade i Catalogue of Life.